# بی‌وی‌جی
بی‌وی‌جی (Berliner Verkehrsbetriebe) شرکت ترابری آلمانی است، که در سال ۱۹۲۸ تأسیس شد.